# タートルアン湿地特定経済区
タートルアン湿地特定経済区（英語: Thatluang Marsh Specific Economic Zone、ラーオ語: ເຂດເສດຖະກິດສະເພາະບຶງທາດຫຼວງ、中国語: 塔銮湖经济专区）はラオスの経済特区の1つ。ヴィエンチャン都に位置する。総面積は365haで観光自然文化都市を建設する計画である。

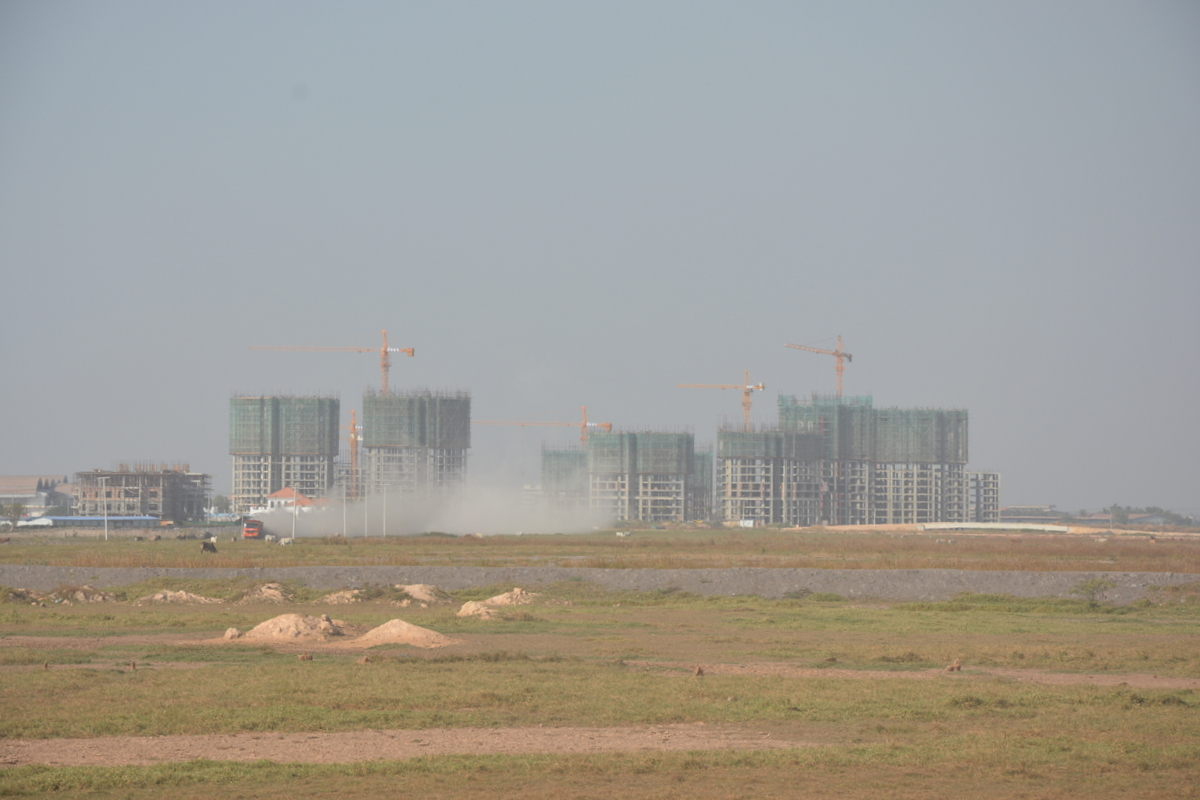
タートルアン湿地特定経済区遠景

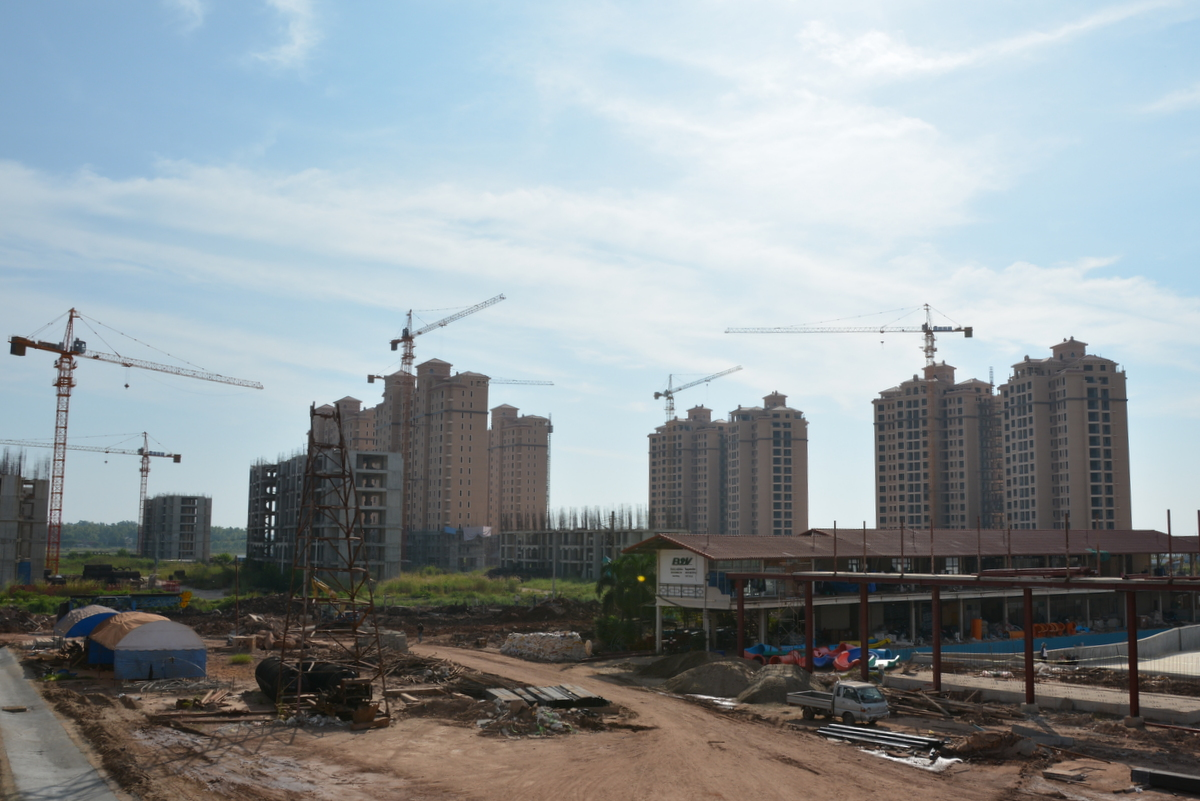
タートルアン湿地特定経済区　2015年10月撮影

## 開発
上海の不動産企業であるWan Feng Shanghai real estate company（ラーオ語: ບໍລິສັດ ຫວ້ານເຟີ້ງ ອະສັງຫາລິມະຊັບ ຊຽງໄຮ້）、（中国語: 上海万峰房地产有限公司）がデベロッパーである。資本金は16億ドルである。
2011年11月28日にプロジェクト開発合意（PDA)を締結、同日特定経済区として合意された（No.13/NSEZ)。総面積は365haである。
365haの面積に12兆8000億キープを投資し、観光自然文化都市を建設する計画である。うち62haは緩衝区として保全するとしている。開発は、①自然公園、グリーンゾーン、花園、公園、②遊水地と排水施設、③道路と、ゲート、④スポーツセンター、商業センター、サービス、5ツ星ホテル、百貨店、エンターティメント施設、⑤居住区、⑥戦勝記念や国家の文化に関する観光施設、⑦オフィス地区、⑧排水処理、ゴミ処理施設を行う計画である。
- 2012年12月22日起工式を実施。ソムサワート副首相、中国大使の布建国らが出席[3]

- 遊水地は50ha、深さ7mで2013年中旬に完成済み。160万立米の水を貯水できるとしている。

### コンドミニアム
- 2014年3月から12棟の18階建コンドミニアム(64x65m)を1.74億ドルで建設しており、2016年10月の完成を見込んでいる[4]。販売価格は4ベットルームで40万ドル程度となる見込みである[5]。
- 2015年6月15日、第1期販売として319室の販売が開始されている。最低価格は1118ドル/平米で、外国人は99年間、ラオス人は永続的に使用権を購入することが出来るとしている。また外国人で20万ドル以上を購入した場合にはグリーンカードと5年以上のマルチプルビザを与えるとしている[6]。
- 2017年7月18日コンドミニアムの所有権の引き渡し式典がカムリアン・ポンセナー計画投資省副大臣らが出席して行われた。これまでに11棟が完成し、うち5棟を販売、144室が予約済み。ラオス人、フランス人、韓国人、中国人、日本人、タイ人、ベルギー人などが購入していると説明[7]。。

### 眺望タワー
- 遊水地周辺は観光地開発も進めるとしており、153mの眺望タワーを建設すると発表している[8]。

### 新天地総合商業区
- 2015年3月20日にはタートルアン新天地総合商業区の開発が開始。定礎式にはソムサワート副首相らが出席している。同商業区は中国のラオ・サワン・デーンディン・パッタナー・アサンリマサップ社（リーソングシー社長）による3億2000万ドルの投資で5星ホテル、マーケット、スポーツ施設などを建設する計画[9]。

## 問題

### 土地の接収
- 周辺の住民の土地を接収したことから、反対派を含め社会問題化した経緯がある。これまでに土地補償は全485箇所のうち375箇所で完了したと発表されている。補償額は933万ドル[10]。。
- 接収の対象村となったのはムアンノイ村、ノンワイ村、ノンコーヌア村、ポンタン村、ポンパパオ村、ドンコイ村の計6村である。

### 環境
- タートルアン湿地は漁業や農業の他にもヴィエンチャン都の治水機能を果たしていた[11]。本地域の埋め立てによる洪水や排水悪化が懸念されている。
- 本事業を阻止するためにFAOは本地域の保全のために開発ではなくタートルアン湿地を128万ドルで生態園、自然公園とする計画を立てていた[12]。一方政府は、単に生態園として事務所を建設するだけの事業としては認められないと却下した[13]。